# Arabski podbój Iranu

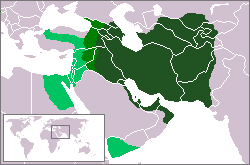
Imperium Sasanidów: terytorium przez większość jego istnienia (ciemna zieleń) i zasięg krótkotrwałych największych zdobyczy (jasna zieleń)

Arabski podbój Iranu (pers. تجاوز اعراب Atak Arabów lub ظهور اسلام Świt islamu) – podbój perskiego państwa Sasanidów i irańskich państw Azji Środkowej przez islamski kalifat arabski w VII i pierwszej połowie VIII wieku.

## Pierwsza inwazja
Historia przekazywana w źródłach islamskich podaje, że na początku siódmego roku wędrówki Mahomet wyznaczył jednego ze swoich współpracowników, imieniem Abdullah Huzafah Sahmi Qarashi, aby zaniósł jego list do króla Chosrowa II, nawołując go do nawrócenia:

W imię Allaha, Dobroczynnego, Miłosiernego. Od Mahometa, Wysłańca Allaha, do wielkiego Chosrowa irańskiego. Pokój niech spocznie na tym, który szuka prawdy i wyznaje wiarę w Allaha i w jego Proroka i świadczy że nie ma boga poza Allahem i że On nie ma syna, i który wierzy, że Mahomet jest jego Sługą i Prorokiem. Z nakazu Allaha, zapraszam cię do Niego. On posłał mnie, abym oświecił wszystkie ludy, abym mógł je wszystkie ostrzec przed Jego gniewem i mógł postawić niewiernym ultimatum. Przyjmij islam, abyś mógł pozostać bezpieczny. A jeśli odmówisz przyjęcia islamu, będziesz odpowiedzialny za grzech Magów.

Istnieją różne wersje tego, jaka była reakcja Chosrowa.
Arabowie i Persowie pozostawali ze sobą w kontakcie co najmniej od VI wieku p.n.e. Sasanidzi utrzymywali wasalne państwo arabskich Lachmidów, którzy stanowili zaporę przed inwazją bizantyjską i najazdami beduinów, jednak zlikwidował je Chosrow II (590–628). W wyniku trwającej prawie 30 lat wojny, dwie walczące ze sobą bliskowschodnie potęgi – Bizancjum i Sasanidzi uległy znacznemu osłabieniu, co wykorzystali nowonawróceni na islam Arabowie, w ramach szerzenia nowej religii, atakując oba te kraje. Kiedy zatem w roku 633 wódz zjednoczonych w ramach islamu Arabów Chalid Ibn al-Walid uderzył na Mezopotamię, armia Sasanidów była bezradna wobec ruchliwych najeźdźców współpracujących z miejscowymi arabskimi plemionami. Wraz z przesunięciem wojsk Chalida do Lewantu w celu wzmocnienia sił przeznaczonych do walk przeciwko Cesarstwu Bizantyńskiemu w roku 634 inwazja została chwilowo powstrzymana w wygranej przez Persów Bitwie Mostu. 

## Druga inwazja
Druga, właściwa, zakończona sukcesem,  inwazja rozpoczęła się w 636 pod dowództwem Sad ibn Abi Wakkasa, podczas której kluczowe zwycięstwo w bitwie pod Al-Kadisijją doprowadziło do trwałej utraty kontroli nad zachodnim Iranem przez Sasanidów. Po tym zdarzeniu góry Zagros stały się naturalną barierą i granicą pomiędzy islamskim kalifatem, a państwem Sasanidów. Z powodu ciągłych najazdów perskich na utracone tereny, mających na celu odzyskanie tych ziem, w 642 roku kalif Umar ibn al-Chattab nakazał pełny podbój państwa irańskiego, co jeszcze w tym samym roku doprowadziło do kolejnego wielkiego zwycięstwa Arabów pod Nehawandem. Od tej pory główny opór stawiała nie sasanidzka armia, ale ludność poszczególnych regionów i miast. Większość miast i miejscowych notabli zawierała jednak z Arabami stosunkowo korzystne (jak na warunki wojny) traktaty przewidujące poddanie się i zapłatę kontrybucji w zamian za pozostawienie w spokoju ich życia i mienia. Arabski podbój Iranu trudno jednak określić jako bezkrwawy. Przez długi jeszcze czas na jego terytorium wybuchały powstania. I tak np. w roku 649 powstali mieszkańcy wcześniej podbitego przez armię kalifatu Isfahanu, wybijając garnizon najeźdźców. W odwecie Arabowie po odbiciu miasta wymordowali 40 tysięcy ludzi. Po śmierci Jazdgirda III (632–651) w roku 651 było już w zasadzie jasne, że monarchia Sasanidów się nie utrzyma, jednak perski opór trwał nadal. W czasie walk o kalifat pomiędzy Alim (656–661) a Mu’awiją (661–680) w latach 656–661 spora część Iranu wyzwoliła się spod obcego panowania i po pokonaniu rywala Mu’awija musiał dokonać ponownego podboju. 

## Inwazja Tabarestanu
W roku 674 Arabowie podjęli inwazję na rządzony przez miejscową dynastię Dabujidów Tabarestan, jednak ich armia w górzystym terenie na południowych wybrzeżach Morza Kaspijskiego uległa całkowitemu zniszczeniu. Mimo kilku kolejnych prób podboju, Dabujidzi utrzymali niezależność aż do roku 761. 

## Inwazja Azji Środkowej
W latach 673, 676 i 680 Arabowie przedsięwzięli trzy wyprawy w głąb Azji Środkowej, docierając m.in. do Buchary i Samarkandy, z których ściągnęli trybut, jednak właściwy podbój tych terenów podjęli dopiero w roku 705, po zakończeniu kolejnych walk wewnętrznych wstrząsających państwem Umajjadów. W latach 705–715 arabski namiestnik Chorasanu Kutajba Ibn Muslim przedsiębrał rokroczne wyprawy na rozdrobniony Iran Wschodni, podczas których w roku 709 zdobył Bucharę, a w roku 712 Samarkandę. Kutajba masowo rekrutował żołnierzy także spośród miejscowej nie-arabskiej, a nawet nie-muzułmańskiej ludności, i między innymi te posiłki pozwoliły mu w roku 713 stłumić wspierany przez tureckich sojuszników bunt Samarkandy. W tym samym roku zajął on Ferganę, jednak dwa lata później zginął w wyniku buntu swoich wojsk. W roku 720 w Sogdzie wybuchło powstanie wspierane przez nowo powstałe państwo tureckich Türgeszów. Zostało ono w ciągu dwóch lat stłumione, lecz już w roku 724 Arabowie ponieśli katastrofalną klęskę z rąk władcy Türgeszów. Aż do załamania się państwa Türgeszów po śmierci ich chana w roku 738 będą oni próbowali, okresowo wspierani przez miejscowe powstania, ze zmiennym szczęściem wyprzeć Arabów z Azji Środkowej. Dopiero w roku 741 wojska kalifatu znowu opanowują ten region aż do Fergany włącznie, a te zdobycze zabezpiecza zwycięstwo nad Chińczykami w bitwie nad rzeką Tałas w roku 751.
Oprócz konsekwencji politycznych, jak koniec perskiego imperium, podbój arabski skutkował także istotnymi zmianami w sferze kulturowo-religijnej i doprowadził m.in. do praktycznego zaniku zaratusztrianizmu na terenie Iranu na rzecz islamu.